# Kupecká bašta
Kupecká bašta je obranná bašta, která je součástí městských hradeb města Levoča na historickém Spiši na Slovensku. Bašta je chráněna jako kulturní památka.

## Historie
Jedná se o nejmladší obrannou baštu v hradbách města Levoča. Byla postavena v roce 1649 v souvislosti s potřebou posílit obranný systém královského města Levoča, ohrožovaného postupnými protihabsburskými povstáními. Bašta měla čtyři podlaží. Zpočátku se jí říkalo Nová věž, později byla pojmenována podle řemeslnického cechu, který měl její obranu za povinnost. Ještě v roce 1670 patřila její obrana krejčovskému cechu, proto se jí dlouho říkalo Krejčovská bašta. Byly v ní uloženy zbraně a munice.
V roce 1697 byla věž již ve velmi špatném stavu, který se výrazně zhoršil v roce 1710 v důsledku dlouhého obléhání města císařským vojskem v závěrečném období Rákocziho povstání. V důsledku morové epidemie řádící v následujícím roce a celkového zbídačení města se opravy opevnění opozdily. Ještě v roce 1728 nebyly ochozy na hradbách pokryty šindelem. 
Postupem času ztratily levočské bašty svůj obranný význam. Jejich údržba zatěžovala městský rozpočet, takže mnohé z nich byly využívány k jiným účelům. V roce 1788 bylo rozhodnuto přestavět Kupeckou baštu na vězení, protože stávající vězení v suterénu radnice již nestačilo. Byly vypracovány plány na přestavbu bašty, ale ke stavebním pracím kvůli různým politickým zmatkům nedošlo. Myšlenka byla oživena v roce 1811, kdy město zadalo projekt přestavby zednickému mistru Antonu Veselovskému. Přípravné práce pokračovaly až do roku 1825, ale nakonec se od přestavby upustilo.
Již v roce 1803 povolila císařská dvorská komora prodej jednotlivých částí levočských obranných bašt pro obytné účely a městských příkopů pro sady a zahrady. Kupecká věž nakonec také přešla do soukromých rukou a byla dlouhá léta využívána jako obytná budova. Ještě po druhé světové válce ji vlastnila rodina Drahušových, která v přilehlé části příkopu provozovala známou školku ovocných stromů.
V následujících letech se majitelem věže stal stát. V roce 1972 proběhl archeologický průzkum, na jehož základě byla věž rekonstruována, a roku 1974 v ní bylo otevřeno první muzeum nevidomých na Slovensku. Muzeum bylo po deseti letech uzavřeno a bašta pak sloužila jako kavárna, restaurace, v letech 1996–2000 jako expozice řemesel a poté opět jako restaurace. 